# Itō Kiyoshi
Itō Kiyoshi (伊藤 清 Itō Kiyoshi, Y Đằng Thanh) (7 tháng 9 năm 1915 – 10 tháng 11 năm 2008) là một nhà toán học gốc Nhật Bản. Ông đã từng học ở đại học Tokyo cùng thời với Kodaira Kunihiko và Kakutani Shizuo.
Ito Kiyoshi trước khi sang Mỹ đã là giảng viên ở Đại học Kyoto. Sau đó, ông đi nhiều nơi như Princeton (Mỹ) Aarhus (Đan Mạch), mùa hè ông quay về Kyoto và góp sức thành lập cho được "Trường phái Xác suất Nhật Bản".

## Tiểu sử
Từ năm 1973 đến năm 1979 ông điều khiển Học viện Nghiên cứu Khoa học Toán học (Research Institute for Mathematical Science). Tuy ông về hưu nhưng vẫn tiếp tục đi giảng bài ở trong và ngoài nước; năm 1983 ông giảng ở Đại học Paris. Năm 1985 ông được mời làm Giáo sư ở Đại học Gakushin, mà sinh viên là con cái Hoàng gia. Người ta nói rằng Giáo sư Ito say mê môn Xác suất là vì một hôm vào năm 1940, nhân đọc trên Tạp chí Toán học Ruman (Journal de Mathématiques Roumaines) một bài của Giáo sư Paul Levy (Pháp) không hiểu nhờ một sự may mắn nào mà đến được Nhật Bản (vì lúc ấy Chiến tranh thế giới lần thứ hai 1939 - 1945 đã bùng nổ ở châu Âu và Rumani sắp bị phát xít Đức chiêm đóng) và từ đó ông đã gắn cuộc đời nghiên cứu Toán học của mình với sự phát triển của "Trường phái Xác suất Nhật Bản".

## Công trình
Những công trình nổi tiếng của ông thuộc chuyên đề Tích phân ngẫu nhiên (Intégrale Stochastique)và ông đã đưa ra một công thức thuộc loại khai triển Taylor "bậc 1,5" đối với một hàm ứng dụng vào quá trình ngẫu nhiên (processus stochastique).